# Xã Prairie, Quận Edgar, Illinois
Xã Prairie (tiếng Anh: Prairie Township) là một xã thuộc quận Edgar, tiểu bang Illinois, Hoa Kỳ. Năm 2010, dân số của xã này là 273 người.